# Parc national de Gutulia
Le parc national de Gutulia est un parc national créé en 1968 en Norvège, le plus petit du pays en superficie avec 23 km². Proche du parc national de Femundsmarka, il est composé de lacs et de forêts primaires dominées par l’épinette, le pin et le bouleau. On peut y observer des lynx et des gloutons. Il n’y a qu’un seul sentier balisé à travers le parc.

## Galerie

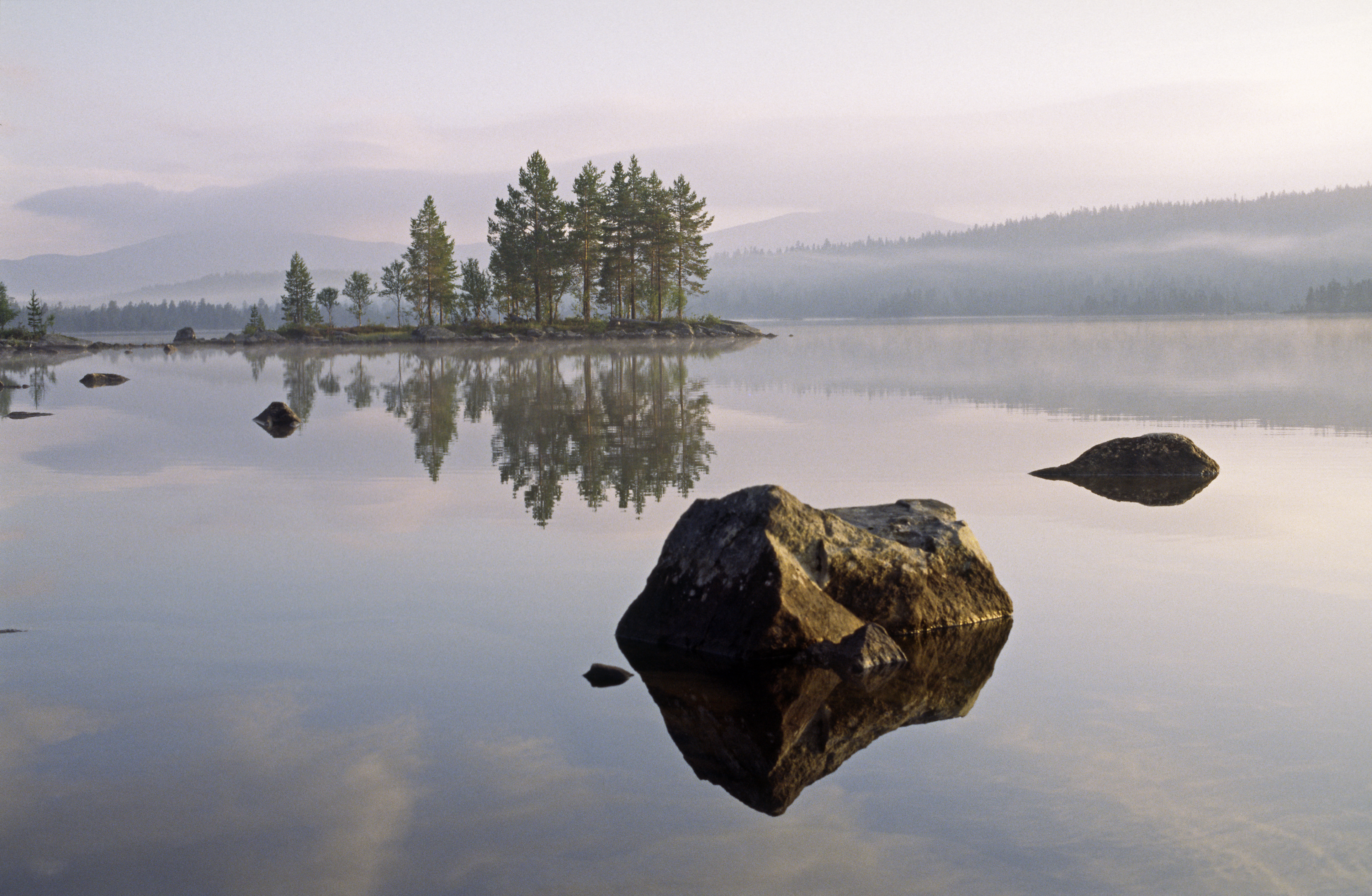